# Museumsbanen Maribo-Bandholm
Museumsbanen Maribo-Bandholm er en veteranbane beliggende på strækningen Maribo-Bandholm. Det er Danmarks ældste veteranbane, etableret i 1962, da Dansk Jernbane-Klub (DJK) indledte driften med museumstog mellem de to byer Maribo og Bandholm.
Ved stiftelsen af Dansk Jernbane-Klub i 1961 var nogle af målene at bevare jernbanemateriel fra privatbanerne og at vise noget af dette i drift. Man havde udset sig resterne af Sorø-Vedde Banen fra Sorø station (statsbanestationen) til Sorø Bystation – en strækning på 2,6 km. Forhandlingerne mellem foreningen, statsbanerne og Sorø turistforening bød på adskillige vanskeligheder og da Lollandsbanens daværende direktør Søren D. Brandt gav mulighed for at køre på landets første privatbane fra Maribo til Bandholm på gode vilkår, slog foreningen til. Man havde også sikret sig forkøbsret til en personvogn NPMB C31 og en post- og bagagevogn NPMB E41 fra Næstved-Præstø-Mern Banen (NPMB), der stod foran lukning.
Driften indledtes med damplokomotivet Faxe fra Østsjællandske Jernbaneselskab (ØSJS) og bl.a. de førnævnte vogne. Kørslen er efterhånden udvidet, så det frivillige ulønnede personale, der driver banen, efterhånden leverer 50-60 årlige driftsdage med plantog efter fast køreplan og bestilte særtog til udflugter af forskellig art.
Restaurering, vedligeholdelse og drift af Museumsbanens er baseret i Maribo i den gamle rundremise opført 1918-1924, der af Museumsbanen er blevet suppleret med en vognhal til beskyttelse af det restaurerede jernbanemateriel.
Hovedbygningen på Bandholm Station blev fredet i 1972 og overtaget af Museumsbanen i 1984. Siden har stationen og dens omgivelser gennemgået en omfattende renovering så Museumsbanen i dag kan præsentere et ganske originalt stationsmiljø fra omkring 1920; inde med ventesal, billetsalg og stationskontor og ude bl.a. med varehus, signaler og vandkran mm.
Museumsbanens samling af lokomotiver og vogne er meget omfattende (omkring 55 enheder primært fra landets privatbaner) og spænder fra 1869 (personvognen – grevens salonvogn – MBJ A1 fra Maribo-Bandholm Jernbanes åbning) til 1935. Kupevognen ØSJS D11 og pakvognen ØSJS E26 udgør sammen med damplokomotivet KIØGE et helt lille tog fra åbningen af ØSJS i 1879. Banen råder også over hvad der anses for verdens ældste køreklare diesellokomotiv LJ M1 fra 1921.

## Galleri
54°48′22″N 11°29′07″Ø / 54.806°N 11.4854°Ø